# Kidane Mariam Teklehaimanot
Pour les articles homonymes, voir Teklehaimanot.
Kidane Mariam Teklehaimanot, né le 10 septembre 1933, à Monoxoito, et mort le 2 juin 2009, est un prélat de l'Église catholique éthiopienne.

## Biographie
Kidane Mariam Teklehaimanot est né le 10 septembre 1933, à Monoxoito, dans l'Empire d'Éthiopie.
Il est ordonné prêtre, le 20 décembre 1964.
Il est nommé éparque d'Adigrat (Éthiopie), le 12 octobre 1984, et reçoit la consécration épiscopale de Mgr Paulos Tzadua, archéparque d'Addis-Abeba, le 10 février 1985.
Il démissionne de son ministère, le 16 novembre 2001, en prend le titre d'Éparque émérite d'Adigrat, qu'il conserve jusqu'à sa mort, le 2 juin 2009.